# Johannes Du Plessis
Johannes Du Plessis (* 25. Juli 1868 in Cradock; † 16. Februar 1935 in Stellenbosch), im Volksmund später Pienk Piet genannt, war ein südafrikanischer Theologe und Missionar, dessen Vorfahren als Hugenotten in das Kapland eingewandert waren. Er setzte sich in seiner Rolle als Professor der Theologie für den sozialen Ausgleich zwischen den Bevölkerungsgruppen in Südafrika ein.

## Leben
Seine akademische Ausbildung erlangte Du Plessis am Theologischen Seminar der Universität Stellenbosch und später an der Universität Edinburgh. Er schloss die Studienzeit mit einem Doktorgrad ab. Danach unternahm er ausgedehnte Wanderungen in Afrika südlich der Saharazone.
Im Jahr 1894 erhielt Du Plessis die Ordination in der Dutch Reformed Church (DRC) und wurde 1903 Generalsekretär für die Missionsarbeit. Zwischen 1913 und 1930 lehrte er am Theologischen Seminar der Universität Stellenbosch Missionsarbeit und Neutestamentliche Theologie.
Im Jahr 1921 verfasste er zusammen mit zehn führenden Vertretern der südafrikanischen Niederländisch-reformierten Kirche (DRC) ein Manifest (The Dutch Reformed Church and the Native Problem), worin die Haltung seiner Kirche gegen den Vorwurf von Davidson Don Tengo Jabavu verteidigt wurde, wonach sie Positionen gegen die einheimische schwarze Bevölkerung vertrat.
Auf einer interkirchlichen Konferenz zur Missionsarbeit im Jahre 1923 verständigten sich afrikaanische Kirchenvertreter, englisch orientierte Missionare und führende schwarze Religionspersönlichkeiten zu gemeinsamen Positionen. Du Plessis leitete diese Gruppe, die mit ihrer zentralen Kritik die ungerechten Gesellschaftsverhältnisse im damaligen Südafrika öffentlich benannte und der südafrikanischen Regierung einen diesbezüglichen Forderungskatalog übermittelte. Im Verlauf dieses Prozesses verlor Du Plessis zunehmend seinen ökumenisch orientierten Einfluss in der DRC. Vertreter seiner Kirche bezichtigten ihn der Ketzerei. Einflussreiche schwarze Persönlichkeiten wandten sich von dem bisherigen führenden Kurs der Missionare ab. Innerhalb der DRC begann sich seit 1929 eine neue Ideologie, „Apartheid“ genannt, zu verbreiten.
Im Jahr 1929 beteiligte sich Du Plessis an der Gründung des South African Institute of Race Relations, das sich künftig als eine Institution etablierte, die sich der Verständigung zwischen den Bevölkerungsgruppen in Südafrika verpflichtet fühlt.
Seine liberalen Haltungen, insbesondere zur Genesis, die er nicht wörtlich verstanden wissen wollte, führten ihn mit den calvinistisch geprägten Vertretern der DRC in eine lange Kontroverse. Seine umstrittenen Äußerungen als liberaler Theologe erzeugten in der DRC-Synode kritische Gegenreaktionen. Die Western Cape Synode der DRC erklärte schließlich die Evolution zur Häresie. Infolge dieses Konfliktes suspendierte man ihn und er verlor später seine Anstellung als Professor an der Universität Stellenbosch. Gegen diese Entscheidung klagte Du Plessis und gewann den Prozess. Danach konnte er jedoch keine Lehrverpflichtungen mehr aufnehmen und starb 1935 verbittert.

## Ehrungen
- In Stellenbosch wurde 1936 (nach anderen Angaben 1944) eine lebensgroße Statue aus einem rosafarbenen Marmor des spanischen Bildhauers Quairan errichtet. Ursprünglich war sie im öffentlichen Straßenraum vor einer Granitmauer aufgestellt, die mit der Aufschrift  “God Verdedig die Reg” (deutsch: „Gott verteidigt die Gerechten“) versehen ist. Nach Vandalismus wurde die Statue im Areal der Bloemhof School neu aufgestellt.[3]
- Der Freundeskreis, „Vriende van Du Plessis“, pflegt das historische Erbe des Theologen Johannes Du Plessis.[4]

## Werke
- A thousand miles in the heart of Africa; a record of a visit to the mission-field of the Boer Church in Central Africa. Oliphant Anderson & Ferrier, Edinburgh 1905
- A history of Christian missions in South Africa. Longmans, Green and Co., London, New York [etc.] 1911
- Thrice through the dark continent. A record of journeyings across Africa during the years 1913-1916. Longmans, Green and Co., London 1917
- Origin and Meaning of the Name „Hottentot“. S.A. Association for the Advancement of Science, Kapstadt 1917
- The life of Andrew Murray of South Africa. Marshall, London 1919
- Het leven van Andrew Murray. Zuid Afrikaanse Bijbelvereniging, Kapstadt 1920
- The evangelisation of pagan Africa. a history of Christian missions to the pagan tribes of central Africa. J. C. Juta, Kapstadt und Johannesburg 1930
- Die Kerksaak tussen Prof. J. Du Plessis en die Ned. Geref. Kerk in Suid-Afrika. Kapstadt 1932

## Weiterführende Quellen
- Gideon De Wit: ’n Biografiese oorsig oor die lewe van Johannes Du Plessis, 1868-1935 met besondere verwysing na sy sendingbydrae. (Dissertation) Stellenbosch 1998[5]